# Пентакосимедимни
Пентакосимедимни (грч. πεντακοσιομέδιμνοι) су били припадници највише класе атинског друштва у 5. веку п. н. е. 

## Права
Солон је 594. п. н. е. изабран за архонта са посебним овлашћењима да донесе законе. Солон је грађане Атине поделио у четири класе према годишњој висини прихода. Пентакосимедимни су били повлашћени слој. У класу је спадао атински грађанин чији су годишњи приходи са њива, повртњака и воћњака превазилазили 500 чврстих или течних мера (зрно; вино, маслиново уље...). У складу са годишњим приходима одређивао се и обим права која грађанин поседује. Пентакосимедимни су били обавезни да у случају рата о свом трошку свакодневно снабдевају војску потребним стварима. С друге стране, припадници прве класе су имали и највиша права у Атини. Из класе пентакосимедимна бирани су чланови:
- Ареопага
- Већа 400
- Еклесије
- Архонта